# Schloss Mickhausen

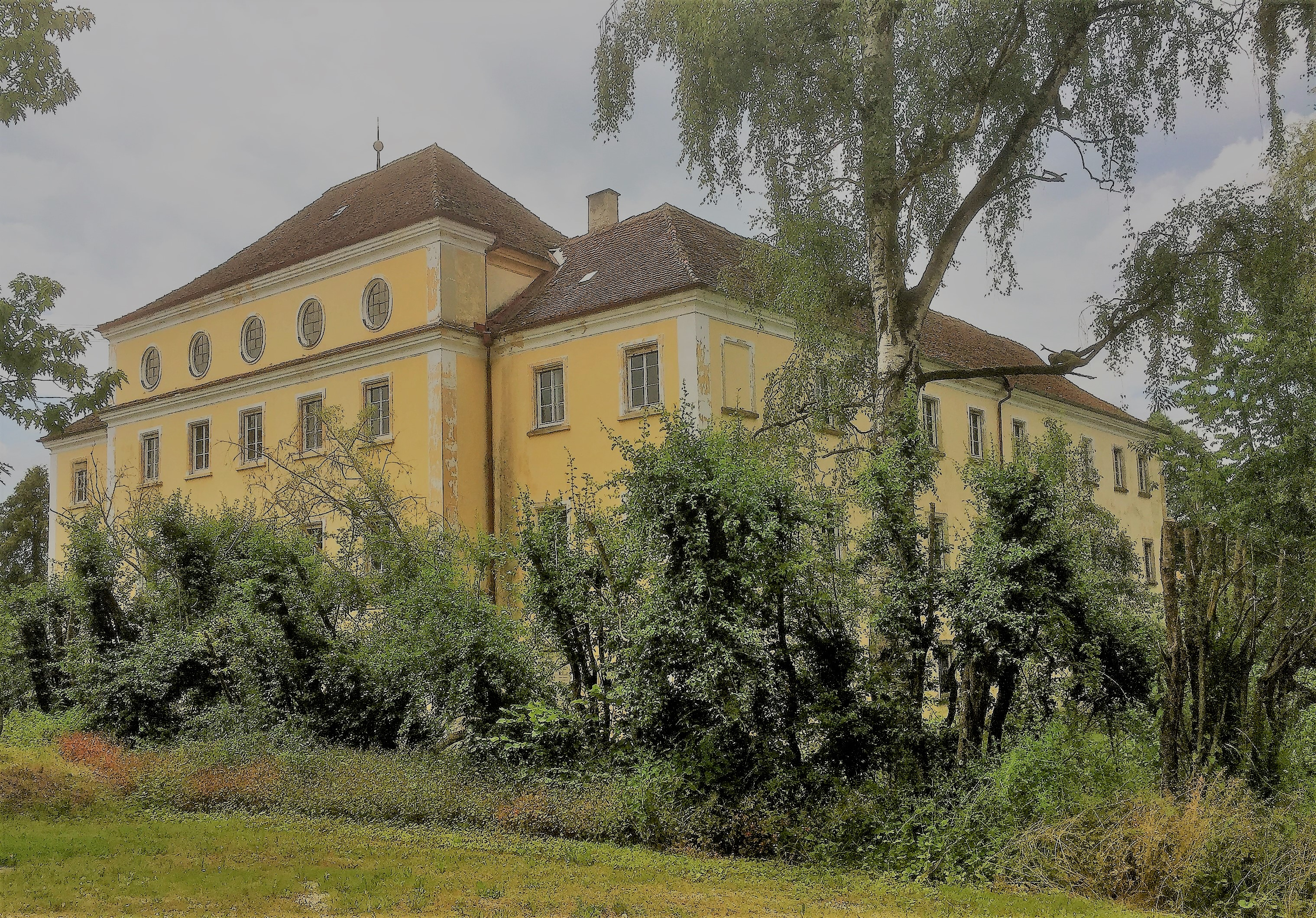
Das Staudenschloss vor der Sanierung (2016)

Das Schloss Mickhausen, auch Staudenschloss genannt, liegt in der Gemeinde Mickhausen (Mitglied der Verwaltungsgemeinschaft Stauden) im schwäbischen Landkreis Augsburg (Bayern) im Herzen der Staudenlandschaft im südlichen Naturpark Augsburg–Westliche Wälder. Es ist als Baudenkmal in die Bayerische Denkmalliste eingetragen.

## Geschichte
Ein befestigtes Anwesen befand sich wohl ursprünglich im Besitz der Edlen von Reck. Über die Familie von Argon kam es an die Herren von Freyberg (Freiberg) als Teil der habsburgischen Markgrafschaft Burgau.
Das Wasserschloss wurde Mitte des 15. Jahrhunderts von den Herren von Freyberg erbaut. Im Jahre 1498 erwarb es Kaiser Maximilian und baute es zu einem Jagdschloss um.
Vermutlich als Lehensgabe an Jakob Fugger kam es 1528 durch Verkauf für den Preis von 4000 Gulden durch Erzherzog Ferdinand in den Besitz des Jakobschen Ziehsohns Raymund Fugger, der das Schloss von Narziß Krebs 1535/36 neu gestalten oder womöglich komplett neu aufbauen ließ. Baumeister Krebs errichtete gleichzeitig den Neubau der Schlosskapelle Maria von Loreto (zumindest vor 1697 entstanden). Nach Raymunds Tod (1535 in Mickhausen) kurzzeitig bei seinem Bruder Anton, der 1546 auch Langenneufnach zur Ortsherrschaft für 18.500 Gulden erwarb, fiel die Herrschaft Mickhausen 1548 bei der Güterteilung Raymunds Sohn Ulrich Fugger zu. Die kleine Herrschaft Mickhausen wurde dabei auf immerhin 54.000 Gulden geschätzt. Nur 15 Jahre später verkaufte sie der hoch verschuldete Ulrich für nun 100.000 Gulden an die Söhne Antons zurück. Bei erneuter Güterteilung von 1575 ging die Herrschaft Mickhausen an Hans Fugger über; von diesen an seinen Sohn Christoph und dessen Sohn Ott Heinrich über. 

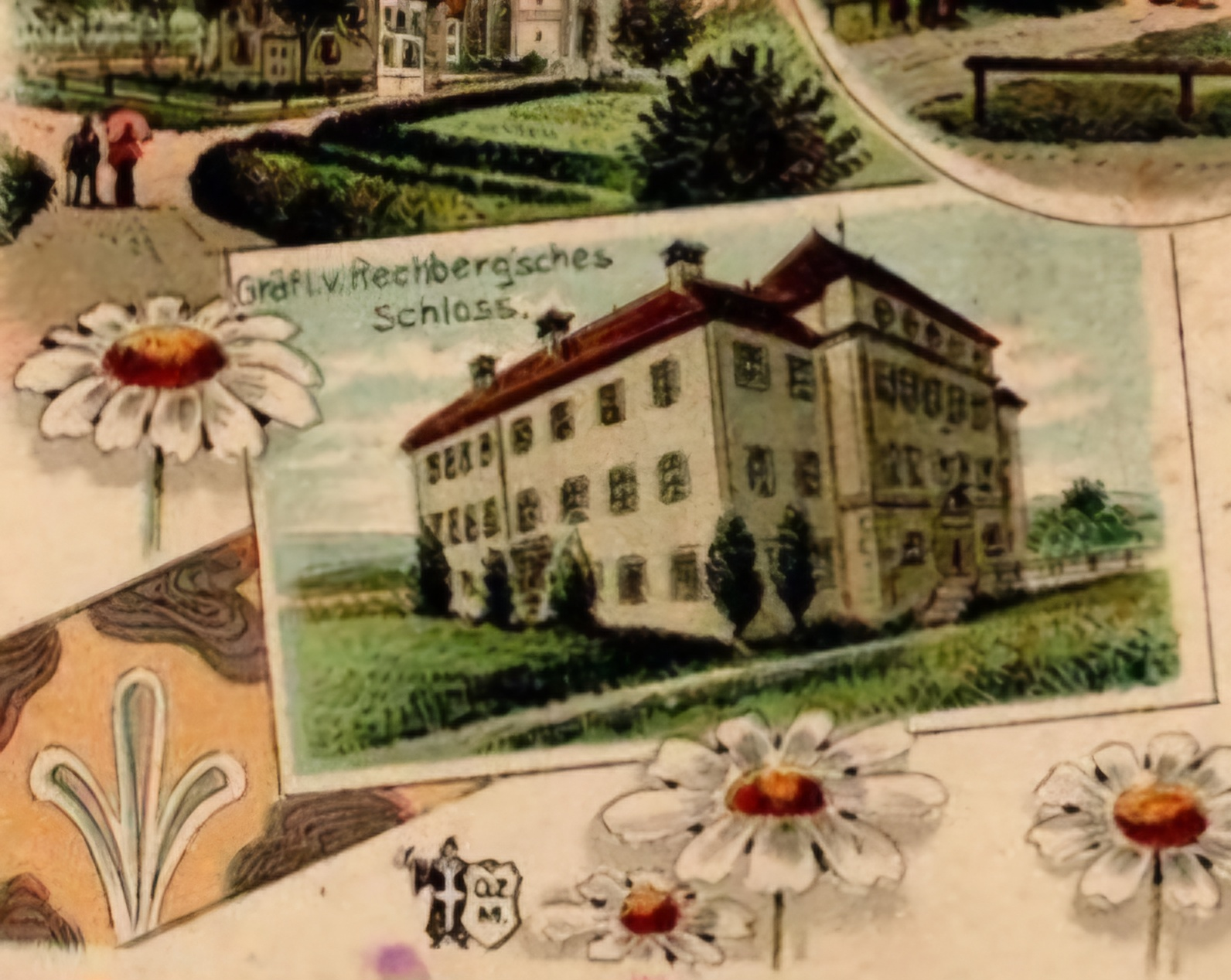
„Gräfl. v. Rechberg’sches Schloss“, Detail einer Postkarte, ca. 1900

Auf den Landtafeln der Markgrafschaft Burgau, die zwischen 1612 und 1614 von dem Kartographen Johann Andreas Rauch gefertigt wurden, ist das Schloss mit zwei seitlichen Satteldachtrakten und einem Renaissancegiebel mitsamt Türmchen dargestellt. Dazwischen zeichnete Rauch einen hohen Turm mit Zwiebelhaube und Kreuz.
Kurz vor dem Dreißigjährigen Krieg umfassten die Besitzungen 23 Orte einschließlich niederer Gerichtsbarkeit und hohem Jagdrecht. 1617 wurde die Herrschaft auf 191.000 Gulden geschätzt. Ott Heinrich Fugger selbst hielt sich nur wenige Male im Schloss auf. Um 1640 war der Ort durch die Kriegswirren nahezu entvölkert. Zwischen 1691 und 1695 wurde das Schloss von Graf Paul Fugger von Kirchberg und Weißenhorn erneut stark umgebaut und neu eingerichtet.
Nach drei Jahrhunderten im Besitz der Fugger wurde das Staudenschloss 1842/1843 durch den verschuldeten Graf Karl Anton Fugger-Nordendorf an den Grafen von Rechberg-Rothenlöwen veräußert. Im Verkaufszeitraum erneut umgebaut, hat das Schloss im Wesentlichen bis heute die damaligen Bauformen bewahrt.
Während des Zweiten Weltkriegs wurde das Schloss als Krankenhaus genutzt. Zudem war dort zur Zeit des Nationalsozialismus ein Kinderheim untergebracht. Nach dem Krieg nutze die Arbeiterwohlfahrt Augsburg das Schloss bis 1967 als Altenkrankenheim.

## Baubeschreibung
Der Hauptbau ist eine dreigeschossige Vierflügelanlage mit Walmdach. Der um ein Attikageschoss erhöhte Mittelrisalit befindet sich auf der Ostseite, die Schlosskapelle Maria von Loreto auf der Westseite. Nord-, West- und Südflügel wurden 1535/36 erbaut. Der Ostflügel wurde Ende des 17. Jahrhunderts unter Giovanni Antonio Viscardi erneuert.
Das Wirtschaftsgebäude aus dem 16./17. Jahrhundert, zweigeschossige Satteldachbauten in Hufeisenform, liegt östlich des Schlosses. Der im Vergleich zum Schloss mehr als doppelt so lange Osttrakt besitzt eine Durchfahrt und angebaute kurze rechtwinklig angeschlossene Flügel im Süden und Norden. Der Nordtrakt weist einen polygonalen Erker auf. Eine Gartenmauer umschließt südlich an die Wirtschaftsgebäude anschließend das Schloss.

## Heutige Nutzung
Im Dezember 2001 kaufte die Gemeinde Mickhausen einen Großteil der ehemaligen Ökonomiegebäude der Schlossanlage, den Nord- und Ostflügel und den gesamten Schlosshof vom Haus Rechberg. Die Baugenehmigung für das neue Gemeindezentrum kam erst 2008 zustande. Im Dezember 2009 erfolgte der erste Spatenstich. Gemeinderat und Gemeindeverwaltung konnten ab dem 17. September 2012 die neuen Räume nutzen.

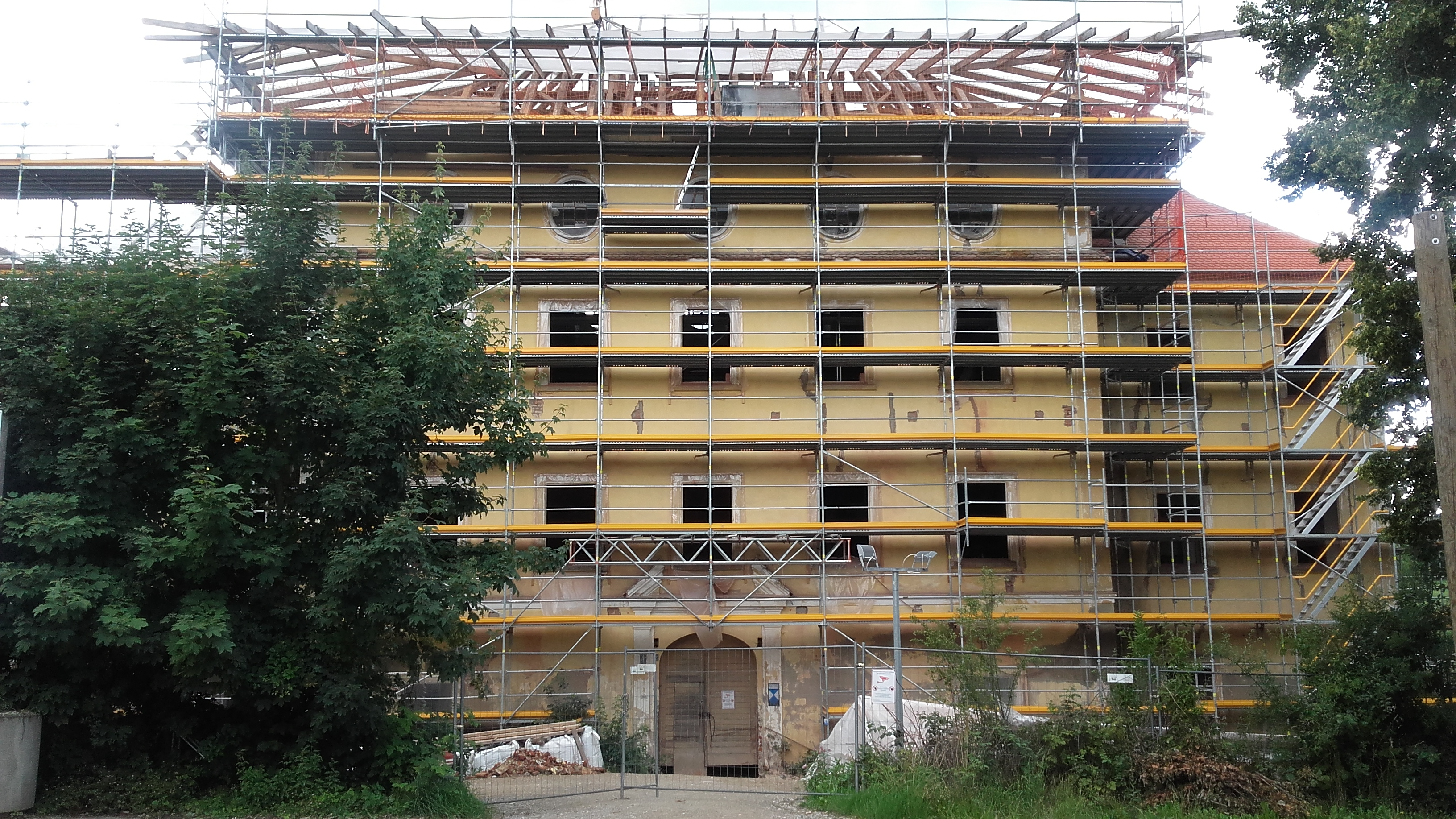
Blick auf das Schloss während der Sanierung (2023)

Im Sommer 2016 wurde das Wasserschloss von der Hermann Messerschmidt Kulturerbe-Stiftung erworben mit dem Ziel, das Anwesen grundhaft zu sanieren und einer nachhaltigen öffentlichen Nutzung zuzuführen. Im Rahmen der umfangreichen Sanierung erhielt das Hauptportal Anfang Dezember 2024 einen neuen Turm. Die Zwiebelhaube des Turms ist mit Kupferschindeln gedeckt, sodass dieser ein besonderes Erscheinungsbild – ähnlich dem Goldenen Dachl in Innsbruck – erhält.
Des Weiteren werden Reparaturen am Dach des Ostflügels, die vollständige Sanierung des Dachstuhls und die Eindeckung mit einer neuen Dachhaut vorgenommen. Das Schloss soll zudem eine neue Orangerie und einen Renaissance-Garten erhalten. Die Arbeiten umfassen auch Restaurierungsarbeiten an den Decken, Gesimsen und Fassaden des Schlosses. Dabei kommen historische Bautechniken, wie die Verwendung von gelöschtem Kalk als Bindemittel im Putz und Mörtel, zur Anwendung.